# Drymarchon couperi
Drymarchon couperi  (лат.) — вид змей из семейства ужеобразных.
Общая длина достигает 2—2,6 м. Выражен половой диморфизм — самцы крупнее самок. Голова небольшая. Глаза с круглыми зрачками. Туловище крепкое, практически треугольное в сечении с блестящей, глянцевой чешуёй. Окраска чёрная. Подбородок бывает грязно-белым или красным. У молодых особей обычно больше красного на брюхе, а бока украшены сине-белыми пятнышками.
Любит песчаные участки, тропические леса, возвышающиеся среди болот. Активен днём. Питается рыбами, земноводными, пресмыкающимися, птицами и мелкими млекопитающими. Обладает иммунитетом против яда других змей, в частности гремучих.
Яйцекладущая змея. Самка откладывает от 5 до 10 яиц.
Обитает на юго-востоке США: Джорджия, Флорида, Миссисипи.